# Torneo de Candidatas 1990
El Torneo de Candidatas de 1990 fue un torneo de ajedrez de para decidir la retadora para el Campeonato Mundial Femenino de Ajedrez de 1991.

## Participantes
| Título                          | Jugadora              | Método de Clasificación                  | Notas                |
| Torneo de Candidatas            | Torneo de Candidatas  | Torneo de Candidatas                     | Torneo de Candidatas |
| ------------------------------- | --------------------- | ---------------------------------------- | -------------------- |
| WGM                             | Nana Ioseliani        | Perdedora del Campeonato Mundial de 1988 |                      |
| WGM                             | Elena Akhmilovskaya   | 2º Torneo de Candidatas 1988             |                      |
| WGM                             | Judit Polgár          | Nominada por la FIDE                     |                      |
| WGM                             | Zsuzsa Polgár         | Nominada por la FIDE                     |                      |
| Interzonal de Azov              |                       |                                          |                      |
| WGM                             | Agnieszka Brustman    | 3º - 8º Torneo de Candidatas 1988        |                      |
| WGM                             | Ketevan Arakhamia     | 3º - 8º Torneo de Candidatas 1988        |                      |
| WGM                             | Irina Levitina        | 3º - 8º Torneo de Candidatas 1988        |                      |
| WGM                             | Alisa Galiámova       | Rating Elo                               |                      |
| WIM                             | Gina Finegold         | Zonal Europeo Oeste 1B                   |                      |
| WGM                             | Margarita Voiska      | Zonal Europeo Este                       |                      |
| WGM                             | Ildikó Mádl           | Zonal Europeo Este                       |                      |
| WIM                             | Svetlana Prudnikova   | Zonal Soviético                          |                      |
| WIM                             | Fliura Uskova         | Zonal Soviético                          |                      |
| WIM                             | Irina Chelushkina     | Zonal Soviético                          |                      |
| WIM                             | Anna-Maria Botsari    | Zonal Mediterráneo                       |                      |
| WIM                             | Vesna Bašagić         | Zonal Mediterráneo                       |                      |
| WIM                             | Sharon Burtman        | Zonal EE.UU.                             |                      |
| WFM                             | Adriana Salazar Varón | Zonal Centoramérica                      |                      |
| WFM                             | Claudia Amura         | Zonal Sudamericano                       |                      |
|                                 | Tsagaan Battsetseg    | Zonal Asia Oeste                         |                      |
| WIM                             | Peng Zhaoqin          | Zonal Sudéste Asia                       |                      |
| WGM                             | Eliška Klímová        | Nominada por la FIDE                     |                      |
| WGM                             | Ketino Kachiani       | Reemplazo                                |                      |
| Interzonal de Genting Highlands |                       |                                          |                      |
| WGM                             | Marta Litynskaya-Shul | 3º - 8º Torneo de Candidatas 1988        |                      |
| WGM                             | Nana Alexandria       | 3º - 8º Torneo de Candidatas 1988        |                      |
| GM                              | Nona Gaprindashvili   | 3º - 8º Torneo de Candidatas 1988        |                      |
| WGM                             | Nino Gurieli          | Rating Elo                               |                      |
| WGM                             | Alisa Marić           | Rating Elo                               |                      |
| WIM                             | Elena Zayats          | Rating Elo                               |                      |
| WIM                             | Catherine Forbes      | Zonal Europeo Oeste 1A                   |                      |
| WGM                             | Tatiana Lemachko      | Zonal Europeo Central                    |                      |
| WIM                             | Erica Sziva           | Zonal Europeo Este                       |                      |
| WIM                             | Annett Wagner-Michel  | Zonal Europeo Este                       |                      |
| WIM                             | Yulia Demina          | Zonal Soviético                          |                      |
| WIM                             | Marina Makropoulou    | Zonal Mediterráneo                       |                      |
| WIM                             | Alexey Rudolph        | Zonal EE.UU.                             |                      |
| WIM                             | Nava Starr            | Zonal Canadiense                         |                      |
| WGM                             | Xie Jun               | Zonal Sudéste Asia                       |                      |
| WIM                             | Nina Høiberg          | Zonal Nórdico                            |                      |
| WIM                             | Liljia Grétarsdóttir  | Zonal Nórdico                            |                      |
| WGM                             | Anna Ajsharumova      | Nominada por la FIDE                     |                      |
|                                 | Ingrid Dahl           | Reemplazo                                |                      |

## Interzonales
Los Interzonales se disputaron en las ciudades de Azov y Genting Highlands entre junio y julio de 1990. Se disputaron mediante un sistema de todas contra todas donde las tres primeras clasificarían al torneo de candidatas. En caso de empate, se jugaría un desempate entre las jugadoras empatadas.
| pos.    | Nombre                    | Elo  | 1 | 2 | 3 | 4 | 5    | 6 | 7 | 8 | 9 | 10 | 11 | 12 | 13 | 14 | 15 | 16   | 17 | 18 | pts |
| ------- | ------------------------- | ---- | - | - | - | - | ---- | - | - | - | - | -- | -- | -- | -- | -- | -- | ---- | -- | -- | --- |
| 1.-2.   | Kachiani, Ketino          | 2330 | ● | ½ | ½ | 0 | ½    | 1 | ½ | ½ | 1 | ½  | ½  | 1  | 1  | ½  | 1  | ½    | 1  | 1  | 11½ |
| 1.-2.   | Galliamova, Alisa         | 2370 | ½ | ● | ½ | 1 | 1    | 1 | ½ | 0 | 0 | 0  | 1  | 1  | 1  | 1  | 0  | 1    | 1  | 1  | 11½ |
| 3.      | Klímová-Richtrová, Eliška | 2340 | ½ | ½ | ● | 1 | 0    | 1 | 0 | 1 | 1 | ½  | 1  | ½  | ½  | ½  | 1  | 0    | 1  | 1  | 11  |
| 4.      | Prudnikova, Svetlana      | 2265 | 1 | 0 | 0 | ● | 1    | 1 | 0 | 1 | ½ | 1  | ½  | 0  | ½  | 1  | 0  | 1    | 1  | 1  | 10½ |
| 5.-8.   | Amura, Claudia            | 2285 | ½ | 0 | 1 | 0 | ●    | ½ | 1 | 1 | 0 | ½  | 1  | ½  | 1  | ½  | ½  | -w/o | 1  | 1  | 10  |
| 5.-8.   | Arakhamia, Ketevan        | 2385 | 0 | 0 | 0 | 0 | ½    | ● | 1 | 1 | 1 | 1  | 0  | 1  | 1  | 0  | 1  | ½    | 1  | 1  | 10  |
| 5.-8.   | Peng Zhaoqin              | 2305 | ½ | ½ | 1 | 1 | 0    | 0 | ● | ½ | 0 | 0  | 0  | 1  | ½  | 1  | 1  | 1    | 1  | 1  | 10  |
| 5.-8.   | Brustman, Agnieszka       | 2325 | ½ | 1 | 0 | 0 | 0    | 0 | ½ | ● | 1 | 1  | 0  | 1  | ½  | ½  | 1  | 1    | 1  | 1  | 10  |
| 9.-10.  | Mádl, Ildikó              | 2405 | 0 | 1 | 0 | ½ | 1    | 0 | 1 | 0 | ● | ½  | 1  | 0  | ½  | ½  | 1  | 1    | ½  | 1  | 9½  |
| 9.-10.  | Uskova, Fliura            | 2270 | ½ | 1 | ½ | 0 | ½    | 0 | 1 | 0 | ½ | ●  | ½  | 0  | ½  | ½  | 1  | 1    | 1  | 1  | 9½  |
| 11.-12. | Chelushkina, Irina        | 2315 | ½ | 0 | 0 | ½ | 0    | 1 | 1 | 1 | 0 | ½  | ●  | 1  | 0  | 1  | ½  | 1    | 0  | 1  | 9   |
| 11.-12. | Botsari, Anna-Maria       | 2205 | 0 | 0 | ½ | 1 | ½    | 0 | 0 | 0 | 1 | 1  | 0  | ●  | 0  | 1  | 1  | 1    | 1  | 1  | 9   |
| 13.     | Voiska, Margarita         | 2335 | 0 | 0 | ½ | ½ | 0    | 0 | ½ | ½ | ½ | ½  | 1  | 1  | ●  | 0  | 1  | 0    | 1  | 1  | 8   |
| 14.     | Bašagić, Vesna            | 2270 | ½ | 0 | ½ | 0 | ½    | 1 | 0 | ½ | ½ | ½  | 0  | 0  | 1  | ●  | 0  | 1    | ½  | 1  | 7½  |
| 15.     | Battsetseg, Tsagaan       | 2230 | 0 | 1 | 0 | 1 | ½    | 0 | 0 | 0 | 0 | 0  | ½  | 0  | 0  | 1  | ●  | 1    | 1  | 1  | 7   |
| 16.     | Finegold, Gina            | 2025 | ½ | 0 | 1 | 0 | +w/o | ½ | 0 | 0 | 0 | 0  | 0  | 0  | 1  | 0  | 0  | ●    | 0  | ½  | 4½  |
| 17.     | Salazar Varón, Adriana    | 2115 | 0 | 0 | 0 | 0 | 0    | 0 | 0 | 0 | ½ | 0  | 1  | 0  | 0  | ½  | 0  | 1    | ●  | 0  | 3   |
| 18.     | Burtman, Sharon           | 2045 | 0 | 0 | 0 | 0 | 0    | 0 | 0 | 0 | 0 | 0  | 0  | 0  | 0  | 0  | 0  | ½    | 1  | ●  | 1½  |

| pos.    | Nombre                | Elo  | 1 | 2 | 3 | 4 | 5 | 6 | 7 | 8 | 9 | 10 | 11 | 12 | 13 | 14 | 15 | 16 | 17 | 18 | pts |
| ------- | --------------------- | ---- | - | - | - | - | - | - | - | - | - | -- | -- | -- | -- | -- | -- | -- | -- | -- | --- |
| 1.      | Gaprindashvili, Nona  | 2435 | ● | 1 | ½ | ½ | 0 | 1 | 1 | 1 | 1 | 1  | ½  | 1  | 0  | 1  | 1  | 1  | 1  | 1  | 13½ |
| 2.      | Xie Jun               | 2360 | 0 | ● | ½ | ½ | ½ | 1 | 0 | 1 | 0 | 1  | 1  | 1  | 1  | 1  | 1  | 1  | 1  | 1  | 12½ |
| 3.-4.   | Marić, Alisa          | 2305 | ½ | ½ | ● | ½ | ½ | 1 | ½ | 1 | 1 | 0  | ½  | 1  | 1  | 1  | ½  | 1  | ½  | 1  | 12  |
| 3.-4.   | Gurieli, Nino         | 2360 | ½ | ½ | ½ | ● | 1 | ½ | ½ | 1 | ½ | ½  | 1  | ½  | ½  | 1  | ½  | 1  | 1  | 1  | 12  |
| 5.-6.   | Demina, Yulia         | 2330 | 1 | ½ | ½ | 0 | ● | ½ | 0 | ½ | 1 | 1  | ½  | 1  | ½  | 1  | 1  | ½  | ½  | 1  | 11  |
| 5.-6.   | Akhsharumova, Anna    | 2395 | 0 | 0 | 0 | ½ | ½ | ● | 0 | 1 | ½ | 1  | 1  | 1  | 1  | ½  | 1  | 1  | 1  | 1  | 11  |
| 7.      | Litinskaya, Marta     | 2375 | 0 | 1 | ½ | ½ | 1 | 1 | ● | 0 | 0 | ½  | 1  | 1  | ½  | 1  | 1  | ½  | 0  | 1  | 10½ |
| 8.      | Zayats, Elena         | 2305 | 0 | 0 | 0 | 0 | ½ | 0 | 1 | ● | 1 | 1  | 1  | ½  | 1  | ½  | 1  | 1  | ½  | 1  | 10  |
| 9.-10.  | Høiberg, Nina         | 2275 | 0 | 1 | 0 | ½ | 0 | ½ | 1 | 0 | ● | 0  | 1  | 1  | ½  | ½  | 1  | ½  | 1  | 1  | 9½  |
| 9.-10.  | Alexandria, Nana      | 2345 | 0 | 0 | 1 | ½ | 0 | 0 | ½ | 0 | 1 | ●  | 0  | ½  | 1  | 1  | 1  | 1  | 1  | 1  | 9½  |
| 11.     | Lematschko, Tatjana   | 2325 | ½ | 0 | ½ | 0 | ½ | 0 | 0 | 0 | 0 | 1  | ●  | 0  | 1  | 1  | ½  | 1  | 1  | ½  | 7½  |
| 12.     | Sziva, Erika          | 2260 | 0 | 0 | 0 | ½ | 0 | 0 | 0 | ½ | 0 | ½  | 1  | ●  | ½  | ½  | ½  | ½  | 1  | 1  | 6½  |
| 13.-15. | Makropoulou, Marina   | 2310 | 1 | 0 | 0 | ½ | ½ | 0 | ½ | 0 | ½ | 0  | 0  | ½  | ●  | 0  | ½  | 0  | 1  | 1  | 6   |
| 13.-15. | Forbes, Catherine     | 2115 | 0 | 0 | 0 | 0 | 0 | ½ | 0 | ½ | ½ | 0  | 0  | ½  | 1  | ●  | ½  | 1  | ½  | 1  | 6   |
| 13.-15. | Starr, Nava           | 2220 | 0 | 0 | ½ | ½ | 0 | 0 | 0 | 0 | 0 | 0  | ½  | ½  | ½  | ½  | ●  | 1  | 1  | 1  | 6   |
| 16.     | Wagner-Michel, Annett | 2250 | 0 | 0 | 0 | 0 | ½ | 0 | ½ | 0 | ½ | 0  | 0  | ½  | 1  | 0  | 0  | ●  | 1  | 1  | 5   |
| 17.     | Dahl, Ingrid          | 2095 | 0 | 0 | ½ | 0 | ½ | 0 | 1 | ½ | 0 | 0  | 0  | 0  | 0  | ½  | 0  | 0  | ●  | ½  | 3½  |
| 18.     | Rudolph, Alexey       | 2080 | 0 | 0 | 0 | 0 | 0 | 0 | 0 | 0 | 0 | 0  | ½  | 0  | 0  | 0  | 0  | 0  | ½  | ●  | 1   |

Maric venció 3-2 a Gurieli.
1. ↑  Gaprindashvili da a entender en una entrevista que la fecha de inicio del interzonal fue el 28 de junio. A su vez, se puede inferir que este debió haber terminado el 26 de julio, tres días antes del desempate entre Maric y Gurieli

## Torneo de Candidatas
El torneo de candidatas se disputó mediante un todos contra todos en la ciudad de Bordzhomi entre el 5 y el 16 de octubre  de 1990. La vencedora obtendría el derecho de retar a Maia Chiburdanidze por el título mundial.
| pos.  | Nombre                         | Elo  | 1 | 2 | 3 | 4 | 5 | 6 | 7 | 8 | pts |
| ----- | ------------------------------ | ---- | - | - | - | - | - | - | - | - | --- |
| 1.-2. | Xie Jun                        | 2360 | ● | 1 | 0 | 1 | 1 | 1 | 0 | ½ | 4½  |
| 1.-2. | Marić, Alisa                   | 2305 | 0 | ● | 1 | ½ | 1 | ½ | 1 | ½ | 4½  |
| 3.-4. | Galliamova, Alisa              | 2370 | 1 | 0 | ● | 0 | 1 | 1 | ½ | ½ | 4   |
| 3.-4. | Ioseliani, Nana                | 2480 | 0 | ½ | 1 | ● | ½ | ½ | ½ | 1 | 4   |
| 5.    | Gaprindashvili, Nona           | 2435 | 0 | 0 | 0 | ½ | ● | 1 | 1 | 1 | 3½  |
| 6.    | Donaldson-Akhmilovskaya, Elena | 2430 | 0 | ½ | 0 | ½ | 0 | ● | 1 | 1 | 3   |
| 7.    | Kachiani, Ketino               | 2330 | 1 | 0 | ½ | ½ | 0 | 0 | ● | ½ | 2½  |
| 8.    | Klímová-Richtrová, Eliška      | 2340 | ½ | ½ | ½ | 0 | 0 | 0 | ½ | ● | 2   |

### Desempate
| Nombre       | Elo  | 1 | 2 | 3 | 4 | 5 | 6 | 7 | pts |
| ------------ | ---- | - | - | - | - | - | - | - | --- |
| Xie Jun      | 2360 | 1 | ½ | 0 | 1 | ½ | ½ | 1 | 4½  |
| Marić, Alisa | 2305 | 0 | ½ | 1 | 0 | ½ | ½ | 0 | 2½  |